# Chiesa di San Lorenzo Martire (Bergamo)
La chiesa di San Lorenzo Martire è la parrocchia di Redona, quartiere di Bergamo; fa parte del vicariato urbano Est.

## Storia
Una chiesa dedicata a san Lorenzo risulta documentata già dal 1260, inserita nell'elenco delle chiese di Bergamo sottoposte a censo imposto dalla Santa Sede e indicata come "ecclesia" e inserita tra le chiese dipendenti dal primiceriato di Seriate. Viene indicato un presbitero presente nel sinodo di Bergamo del 1304 voluto da Giovanni da Scanzo citato come: “pre Tadus presbiter Sancti Laurentii de Redona”.
La chiesa è inserita “nota ecclesiarum”, elenco ordinato da Bernabò Visconti per definire i diversi benefici delle chiese e dei monasteri di Bergamo e poterne definire i tributi da versare alla famiglia Visconti di Milano e alla chiesa di Roma nominando il titolare di ogni beneficio.
Nella visita pastorale del 19 settembre 1575 di san Carlo Borromeo arcivescovo di Milano, la chiesa viene indicata inserita nella pieve di Seriate, e dentro la circoscrizione di San Giorgio di Torre Boldone.  Gli altari erano gestiti dalle diverse congregazioni, quella del Santissimo Sacramento dell'altare maggiore, governata da tre sindaci eletti annualmente e quella di Santa Maria che governava l'altare della Madonna del Rosario.
Nel 1666 la chiesa fu inserita nel “Sommario delle chiese di Bergamo”, elenco redatto dal cancelliere della curia vescovile Giovanni Giacomo Marenzi. Dall'elenco si evince che vi erano diverse congregazioni e quella dei disciplini con il gonfalone dell'antica chiesa di Santa Maria Maddalena, sede della congregazione cittadina. Vi era inoltre un curato coadiuvato da due cappellani.
La posizione della chiesa, periferica rispetto all'urbano cittadino, era però posta in un territorio vasto. Il 25 settembre 1781 la chiesa fu visitata dal vescovo Giovanni Paolo Dolfin, dalla sua relazione risulta che vi erano molte congregazione che gestivano i diversi altari. Entro la circoscrizione della parrocchia vi era il Consorzio dei poveri e molti oratori. Un parroco beneficiario era sostenuto da due cappellani.
L'antica chiesa nel XIX secolo si presentava ammalorata e incapace di contenere il sempre maggiore numero di fedeli, fu quindi deciso il suo ampliamento e ricostruzione con il progetto di Giovanni Cuminetti accettato nel 1872. L'anno successivo fu posta la prima pietra adiacente a quella antica, la sua costruzione durò dieci anni e nel 1897, quando le opere murarie aveva già raggiunto una buona edificazione il progetto fu modificato dall'ingegnere Elia Fornoni, che fece alcune modifiche architettoniche interne come il tiburio ottagonale centrale di collegamento tra il transetto e la navata e il porticato esterno, e il 7 dicembre 1907 fu benedetto il nuovo edificio di culto e consacrato nel 1909 dal vescovo di Bergamo Giacomo Radini-Tedeschi. Le decorazioni, gli stucchi e gli altari furono posti nella seconda metà del Novecento.
La chiesa fu aggregata a diversi vicariati durante il Settecento e l'Ottocento fino al decreto del 27 maggio 1979 del vescovo Giulio Oggioni che la inserì nel vicariato urbano Est.

## Descrizione

### Esterno
L'edificio preceduto dal sagrato con pavimentazione in porfido stilato, è sopraelevato da un'ampia gradinata composta di dodici alzate.

La facciata dalle linea semplice completamente in pietra lisciata da un leggero strato di intonacato che lascia trasparire la muratura sottostante, è definita da due larghe lesene. La cornice marcapiano divide in due settori la facciata. Nella parte inferiore vi è il portale leggermente strombato ad arco a tutto sesto. Nella sezione superiore un'ampia finestra centrale a sesto acuto affiancata da due nicchie vuote sempre a sesto acuto. La facciata termina con il tetto a capanna con gronda leggermente sporgente.

### Interno
L'aula a pianta rettangolare a croce latina si sviluppa su tre campante divise da lesene lisce decorate complete dell'alta zoccolatura terminanti con archi a sesto acuto che proseguono con il matroneo sempre composto su archi a sesto acuto complete di grandi finestre ogive, che si collegano con la copertura a d'ogiva.
Tre cappelle laterali sono inserite in uno spazio leggermente sfondato. Nella prima a sinistra vi è il fonte battesimale proveniente dall'antica chiesa con un dipinto raffigurante il Battesimo di Gesù. Vi sono poi le cappelle dedicate ai santi Antonio di Padova e san Giuseppe, mentre il transetto a sinistra è completo dell'altare marmoreo dedicato alla Madonna del Santo Rosario e corrispondente l'altare in legno dorato e laccato dedicato al Sacro Cuore di Gesù.
La zona presbiteriale di ampie dimensioni delimitato da una balaustra, è preceduto sei gradini in marmo di Verona.